# Guérison d'un lépreux

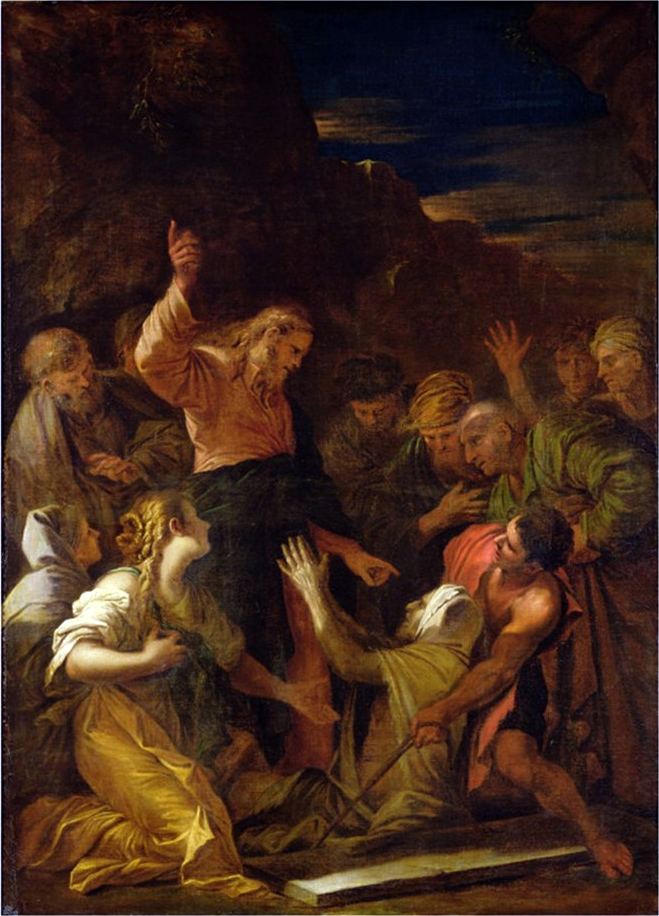
Jésus-Christ purifiant un lépreux par Jean-Marie Melchior Doze, 1864.

La guérison d'un lépreux est un des miracles attribués à Jésus-Christ. Il est cité dans les trois Évangiles synoptiques : Mt 8,1-4, Mc 1,40-45 et Lc 5,12-16. Cette guérison fait allusion au pardon des fautes.
Elle se conclut par l'obligation du « secret messianique ».

## Texte
Évangile selon Matthieu, chapitre 8, versets 1 à 4 :
« Lorsque Jésus fut descendu de la montagne, une grande foule le suivit. Et voici, un lépreux s'étant approché se prosterna devant lui, et dit : "Seigneur, si tu le veux, tu peux me rendre pur." Jésus étendit la main, le toucha, et dit : "Je le veux, sois pur." Aussitôt il fut purifié de sa lèpre. Puis Jésus lui dit : "Garde-toi d'en parler à personne ; mais va te montrer au sacrificateur, et présente l'offrande que Moïse a prescrite, afin que cela leur serve de témoignage". »